# Ne me quitte pas
Ne me quitte pas is een lied uit 1959 van Jacques Brel. Een van de oudste thema's uit de muziek, een verbroken liefde, werd een van Brels grootste successen. Hij schreef het lied naar aanleiding van zijn breuk (of liever gezegd haar breuk) in de relatie met Suzanne Gabriello (Zizou), hoewel zij nergens in het lied genoemd wordt. Het lied behandelde volgens Brel zelf niet het verlaten zelf, maar meer de lafheid van hem in die relatie. Het origineel verscheen op zijn ep La valse à mille temps. De B-kant werd gevormd door het lied La valse à mille temps (Nederland).
Het lied werd door veel andere artiesten gezongen; in de originele taal is de versie van Nina Simone bekend. Van een taalbarrière was geen sprake. In het Nederlands werd de titel Laat me niet alleen in een vertaling van Ernst van Altena, de bekendste interpretatie daarvan is van Liesbeth List, maar ook van Brel zelf uit 1961. In een aflevering van de Nederlandse komedieserie Kinderen geen bezwaar zong Céline Purcell een Afrikaanse versie (Moenie weggaan nie) van het lied. In het Engels werd het If You Go Away, onder andere van Rod McKuen, die het lied ook vertaalde.

## Trivia
- De eerste versie van Brel werd opgenomen op 11 september 1959, (als deel van het album La valse à mille temps).
- In 1961 nam hij een Nederlandstalige versie op, getiteld Laat me niet alleen.
- Dertien jaar na het origineel nam Jacques Brel op 20 juni 1972 een andere versie van het nummer op, voor een album waarop hij zijn bekendste nummers in een nieuwe uitvoering uitbracht. Dit album werd Ne me quitte pas genoemd.
- De originele versie van Ne me quitte pas van Jacques Brel bevat Martenot-golven, klanken die worden gemaakt met een elektronisch instrument, de ondes-Martenot (een voorloper van de synthesizer), hier gespeeld door Sylvette Allart.

## Covers en bewerkingen
Ne me quitte pas werd ook gezongen door:
- Simone Langlois in 1959, haar versie zou de versie van Brel voorafgegaan zijn.[1]
- Barbara in 1961 (album Barbara chante Jacques Brel).
- Isabelle Aubret in 1975 (het nummer werd opgenomen voor een album gewijd aan Jacques Brel).
- Serge Lama in 1979 (album Lama chante Brel, ten voordele van het onderzoek naar geneesmiddelen tegen kanker)
- Johnny Hallyday in 1984 (album Johnny Hallyday au Zénith)
- Nicole Martin in 1984 (album L’amour avec toi)
- Juliette Gréco in 1988 (année où elle l'interprète pour la première fois sur scène à Tokyo)
- Frank Dingenen bewerkte het nummer in 1988 als Ne me kittel pas[2]
- Nana Mouskouri in 1997 (album Hommages)
- Faudel in 1998 (album Aux suivants)
- Brian Molko, de zanger van de groep Placebo, bracht het nummer ter ere van het Belgisch voorzitterschap van de Europese Unie, in Brussel in 2010.
- Caro Emerald bracht het in 2014 als Frans/Engelstalig nummer uit via Grandmono Records.
- Ne me quitte pas werd in het Engels gezongen door Rod McKuen met de titel If you go away. Die versie werd uitgevoerd door: Ray Charles, David Bowie, Scott Walker, Shirley Horn, Alex Harvey, Jack Lukeman, Julio Iglesias, Marc Almond, Momus, Neil Diamond, The Paper Chase, Frank Sinatra, Dusty Springfield, Cyndi Lauper (op het album At Last in 2003), Patricia Kaas, Shirley Bassey, Charles Lloyd, Emilíana Torrini, Ludwig von 88, Madonna, Wave in Head ft. Empire State Human, Terry Jacks, Sandie Shaw en Barbra Streisand.
- Liesbeth List bracht Laat me niet alleen uit op twee albums: Pastorale en Liesbeth List zing Jacques Brel.  List zong ook een Duitse versie: Bitte geh' nicht fort.
- Ziad Maher, La Titrikni bracht het uit in het klassiek Arabisch
- Het nummer werd bewerkt in het Kabyle in de originele versie van Brel door de zanger Kabyle Takfarinas op zijn album Lwaldine uit 2011.
- Het werd uitgevoerd in het Catalaans, in vier verschillende versies: die uit 1965: Emili Vendrell - No em deixis tan sol; 1967: Mercè Madolell - No te'n vagis pas; 1968: Salomé - No em deixis mai; 2005: Albert Fibla - No em deixis, no.
- Het werd uitgevoerd in het Duits onder de titel Bitte geh' nicht fort (Vertrek alsjeblieft niet) en gezongen door Marlène Dietrich, net zoals in het Tsjechisch met de titel Lásko prokletá (Vervloekte liefde), door Hana Hegerová.
- Er werd een Italiaanse versie opgenomen door Dalida in 1970. Een andere versie werd opgenomen door Volodia in 2007 voor het album 101 Plus Belles Chansons de Dalida (5 cd-box). Verder werd in het Italiaans een jazzversie opgenomen, Non andare via door het duo Musica Nuda. In de jaren 70 heeft ook Patty Pravo het vertolkt onder de naam Non andare via.
- Het werd ook gezongen door de Israëlische zanger Yossi Banaï met als titel Ga niet weg.
- Hana Hegerova uit Praag heeft in de jaren 70 een versie opgenomen met de titel Lasko prokleta. Label: Supraphon.
- Yuri Buenaventura, een Colombiaanse zanger die in Frankrijk woont, maakte in 1996 een salsaversie. Gerardo Rosales, een Venezolaanse percussionist in de Nederlandse salsascene, waagde zich begin jaren 00 met een van zijn eigen bands aan Laat Me Niet Alleen. Zijn echtgenote Astrid "La Sorpesa Holandesa" Pulles nam de leadzang voor haar rekening.
- In zijn show Vaders vertolkt Herman van Veen het lied in het Afrikaans.
- In 2013 werd Tout Va Bien met ‘If You Go Away’, een Engelstalige versie van ‘Ne me quitte pas’, de eerste winnaar van De Nieuwe Lichting, een talentenwedstrijd van Studio Brussel
- De Waalse komische groep Les Snuls samplede het woord avec uit Le Plat Pays en maakte er zijn eigen nummer van: Avec. Aan het slot van het lied is ook een sample uit Ne me quitte pas te horen.

Verder werd het nummer nog vertolkt door: Édith Piaf, Céline Dion, Frida Boccara, Catherine Ribeiro, Pierre Bachelet, Sylvie Vartan, Mireille Mathieu (in het Frans en Duits), Jane Birkin, Maysa Matarazzo, Estrella Morente, Kháris Alexíou, Ainhoa Arteta, Sting, Florent Pagny, Mari Trini, Ginette Reno, Nina Simone, Dee Dee Bridgewater, Natacha Atlas (deels gezongen in het Arabisch), Ute Lemper, Brigitte Kaandorp en Wende Snijders.

### Gedeeltelijk gebruik
- Muriel Robin leest in een sketch, genaamd La Lettre, een brief van haar vriend die ze verlaten heeft. De brief bestaat uit de woorden van Ne me quitte pas.
- Pierre Desproges gebruikte de tekst in zijn sketch L'Ordre, waarin hij zegt: «Ne pars pas Suzanne, il faut tout plier, tout peut se plier, tu t'enfuis déjà». Dit lijkt veel op de juiste tekst: «Il faut oublier, tout peut s'oublier, qui s'enfuit déjà».
- In Jiskefet zong Kees Prins in een eindeloos uitgerekt refrein op deze wijs Man in een muskietenpak, wachtend op de opkomst van een zodanig verklede Michiel Romeyn.
- Dichter Hanz Mirck gebruikt in zijn gedichtenbundel Sirius de songtekst van de Nederlandse versie Laat me niet alleen voor zijn gedicht Ik laat je niet alleen.

## Evergreen Top 1000
| Evergreen Top 1000 Ne Me Quitte Pas | Evergreen Top 1000 Ne Me Quitte Pas | Evergreen Top 1000 Ne Me Quitte Pas | Evergreen Top 1000 Ne Me Quitte Pas | Evergreen Top 1000 Ne Me Quitte Pas | Evergreen Top 1000 Ne Me Quitte Pas | Evergreen Top 1000 Ne Me Quitte Pas | Evergreen Top 1000 Ne Me Quitte Pas | Evergreen Top 1000 Ne Me Quitte Pas | Evergreen Top 1000 Ne Me Quitte Pas | Evergreen Top 1000 Ne Me Quitte Pas | Evergreen Top 1000 Ne Me Quitte Pas | Evergreen Top 1000 Ne Me Quitte Pas | Evergreen Top 1000 Ne Me Quitte Pas | Evergreen Top 1000 Ne Me Quitte Pas | Evergreen Top 1000 Ne Me Quitte Pas | Evergreen Top 1000 Ne Me Quitte Pas |
| Jaar                                | 2008                                | 2009                                | 2010                                | 2011                                | 2012                                | 2013                                | 2014                                | 2015                                | 2016                                | 2017                                | 2018                                | 2019                                | 2020                                | 2021                                | 2022                                | 2023                                |
| ----------------------------------- | ----------------------------------- | ----------------------------------- | ----------------------------------- | ----------------------------------- | ----------------------------------- | ----------------------------------- | ----------------------------------- | ----------------------------------- | ----------------------------------- | ----------------------------------- | ----------------------------------- | ----------------------------------- | ----------------------------------- | ----------------------------------- | ----------------------------------- | ----------------------------------- |
| Positie                             | 158                                 | 209                                 | 203                                 | 203                                 | 148                                 | 40                                  | 66                                  | 60                                  | 105                                 | 84                                  | 107                                 | 110                                 | 167                                 | 65                                  | 66                                  | 116                                 |

## NPO Radio 2 Top 2000
| Nummer met noteringen in de NPO Radio 2 Top 2000 | '99 | '00 | '01 | '02 | '03 | '04 | '05 | '06 | '07 | '08 | '09 | '10 | '11 | '12 | '13 | '14 | '15 | '16 | '17 | '18 | '19 | '20 | '21 | '22 | '23 | '24 |
| ------------------------------------------------ | --- | --- | --- | --- | --- | --- | --- | --- | --- | --- | --- | --- | --- | --- | --- | --- | --- | --- | --- | --- | --- | --- | --- | --- | --- | --- |
| Ne me quitte pas                                 | 66  | 195 | 134 | 133 | 101 | 113 | 86  | 82  | 88  | 90  | 94  | 72  | 118 | 130 | 93  | 150 | 156 | 174 | 217 | 278 | 415 | 390 | 188 | 244 | 347 | 329 |

1. ↑  Een vetgedrukt getal geeft de hoogste notering aan.